# 当皮埃尔
当皮埃尔（法語：Dampierre，法語發音：[dɑ̃pjɛʁ] ⓘ）是法国汝拉省的一个市镇，属于多勒区。2019年，市镇小梅尔塞并入当皮埃尔。

## 地理
当皮埃尔（47°9'19"N, 5°44'33"E）面积9.48 平方千米，位于法国勃艮第-弗朗什-孔泰大區汝拉省，该省份为法国东部内陆省份，北起上索恩省，西北接科多尔省，西临索恩-卢瓦尔省，南至安省，东与杜省和瑞士接壤。
与当皮埃尔接壤的市镇（或旧市镇、城区）包括：埃旺、弗赖桑、卢瓦唐日、朗绍、罗曼、大梅尔塞。
当皮埃尔的时区为UTC+01:00、UTC+02:00（夏令时）。

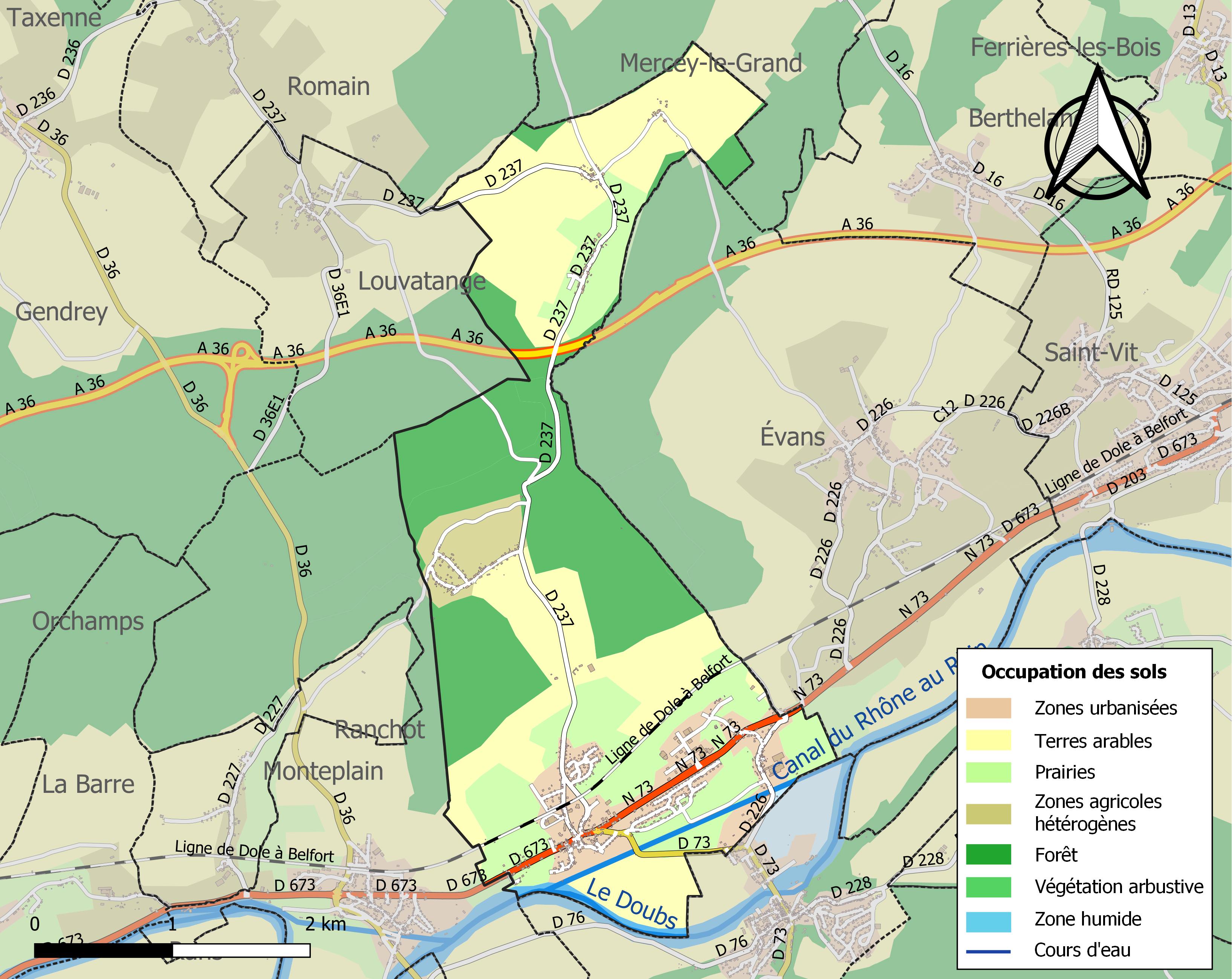
当皮埃尔的OSM定位图

## 行政
当皮埃尔的邮政编码为39700，INSEE市镇编码为39190。

## 政治
当皮埃尔所属的省级选区为蒙苏沃德雷县。

## 人口

1962-2008年间当皮埃尔人口变化图示

当皮埃尔于2022年1月1日时的人口数量为1316人。